# Брутенц, Карен Нерсесович
Каре́н Нерсе́сович Бруте́нц (арм. Կարեն Ներսեսի Բրուտենց, 3 июля 1924, Баку — 14 июня 2017, Москва) — советский политический и общественный деятель.

## Биография
Окончил Азербайджанский медицинский институт в 1946 году, а в 1950 году — исторический факультет Азербайджанского государственного университета.
В 1946—1948 годах — врач психиатрической больницы в городе Баку.
С 1950 по 1954 год — лектор Бакинского горкома КПСС.
В 1954—1958 годах — аспирант Академии общественных наук, в 1958 защитил диссертацию по теме «Критика идеологии „нового“ колониализма США» на степень кандидата философских наук.
В 1961—1969 годах — заведующий отделом национально-освободительного движения редакции журнала «Проблемы мира и социализма» (Прага, Чехословакия).
С 1961 года работал в аппарате ЦК КПСС, последняя должность — первый заместитель заведующего Международным отделом ЦК КПСС.
В 1986—1990 годах — кандидат в члены ЦК КПСС.
Станислав Меньшиков считал его «одним из самых знающих наших специалистов по Ближнему Востоку».
С 1997 года — вице-президент Российской внешнеполитической ассоциации.
Похоронен на Кунцевском кладбище (уч. 10).

## Сочинения
- Национально-освободительное движение народов Азии и Африки. — М.: Знание, 1959.
- Против идеологии современного колониализма. — М.: Соцэкгиз, 1961.
- Колониализм без империи. — М.: Знание, 1963.
- Верный друг и союзник. — М.: Знание, 1965.
- Современная революционная демократия. — М.: Знание, 1968.
- Новая форма порабощения народов. — М.: Политиздат, 1969.
- Политика империализма США в развивающихся странах. — М.: Знание, 1969.
- Современные национально-освободительные революции. — М.: Политиздат, 1974.
- Освободившиеся страны в 70-е годы. — М.: Политиздат, 1979.
- Тридцать лет на Старой площади. — М.: Международные отношения, 1998. — 564 с.
- Несбывшееся. Неравнодушные заметки о перестройке. — М.: Международные отношения, 2005.
- Закат американской гегемонии. — М.: Международные отношения, 2009.
- Великая геополитическая революция. — М.: Международные отношения, 2014.